# Dicrurus
Dicrurus Vieillot, 1816 è un genere  di uccelli passeriformi, unico genere della famiglia Dicruridae (Vigors, 1825).

## Etimologia
Il nome scientifico del genere, Dicrurus, deriva dall'unione delle parole greche δικρος (dikros, "biforcuto") e ουρα (oura, "coda", col significato di "dalla coda biforcuta", in riferimento all'aspetto di questi uccelli.
Il nome comune di drongo con cui sono note le specie ascritte al genere deriva invece dal termine in lingua malgascia utilizzato per descrivere il drongo crestato.

## Descrizione

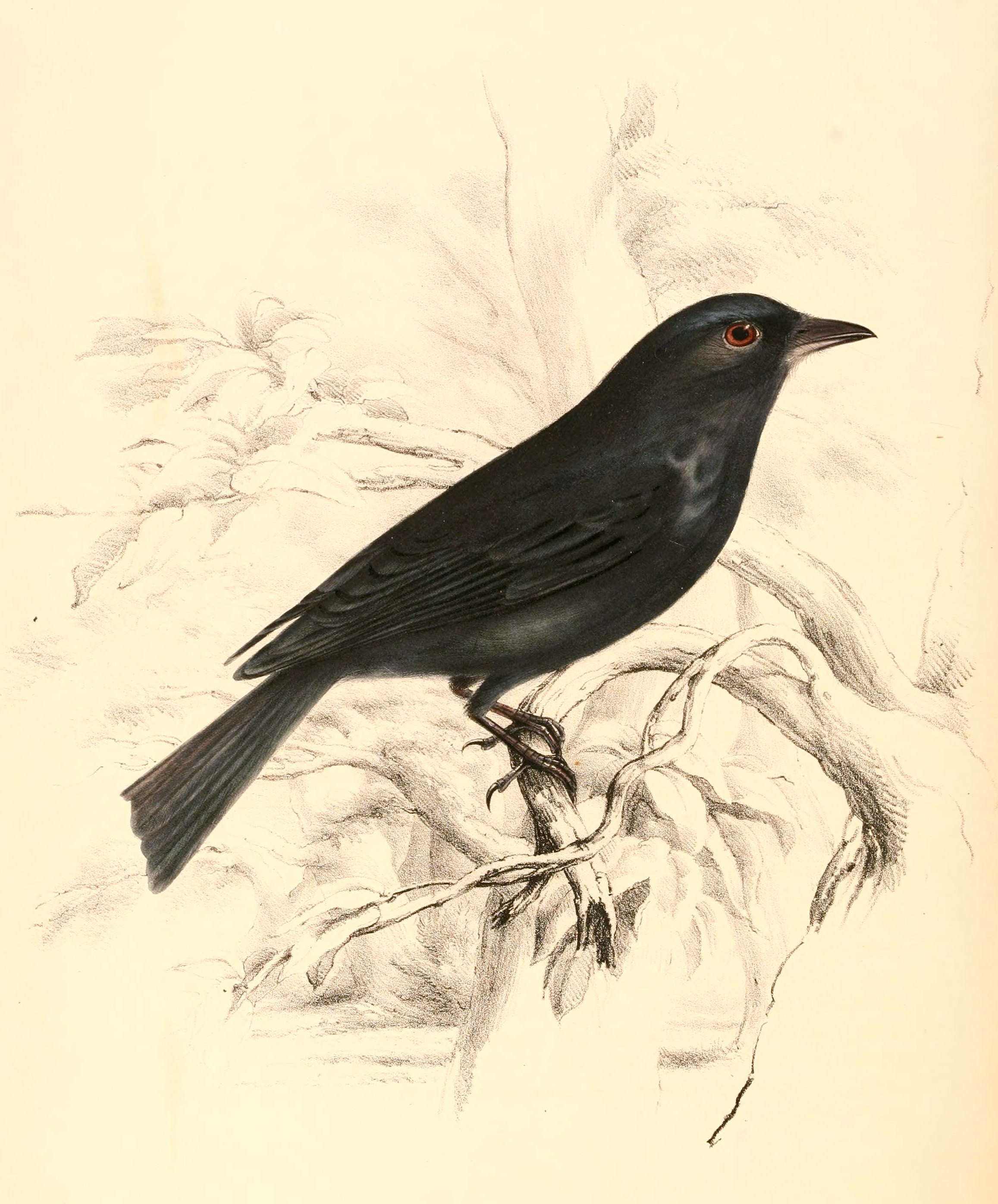
D. ludwigii.

La famiglia comprende specie di dimensioni medio-piccole, che vanno dai 18-20 cm delle specie africane di minori dimensioni ai 50-65 cm dei maschi delle specie dalla lunga coda: i dronghi sono uccelli dall'aspetto robusto, con grossa testa allungata, becco robusto di media lunghezza e dall'estremità adunca (sebbene sussista una certa variabilità a livello interspecifico), zampe corte ed ali e coda allungate. Il dimorfismo sessuale è evidente, con maschi più robusti e colorati generalmente in nero e femmine più dimesse: come intuibile dal nome scientifico, i dronghi presentano coda biforcuta e allungata, che in alcune specie è nastriforme e lunga più del corpo.

## Biologia
I dronghi sono uccelli solitari, che passano la maggior parte della giornata appollaiati su un ramo in una caratteristica posa eretta, in attesa del passaggio del cibo (costituito da insetti ed altri invertebrati), che viene catturato in volo o planando al suolo: in questo, essi ricordano molto le averle. Questi uccelli comunicano mediante una grande varietà di richiami e sono degli imitatori provetti, al punto che alcune specie sudafricane spaventano altri uccelli con richiami di predatori per costringerle a lasciare il cibo e poterlo prelevare in loro vece: per questo motivo, alcuni studiosi ritengono che i dronghi posseggano la teoria della mente.

Si tratta di uccelli monogami, che nidificano in alto fra gli alberi: durante il periodo riproduttivo i dronghi divengono estremamente aggressivi, aggredendo impavidamente predatori di qualsiasi dimensione che osino avvicinarsi troppo al sito di nidificazione.

## Distribuzione e habitat

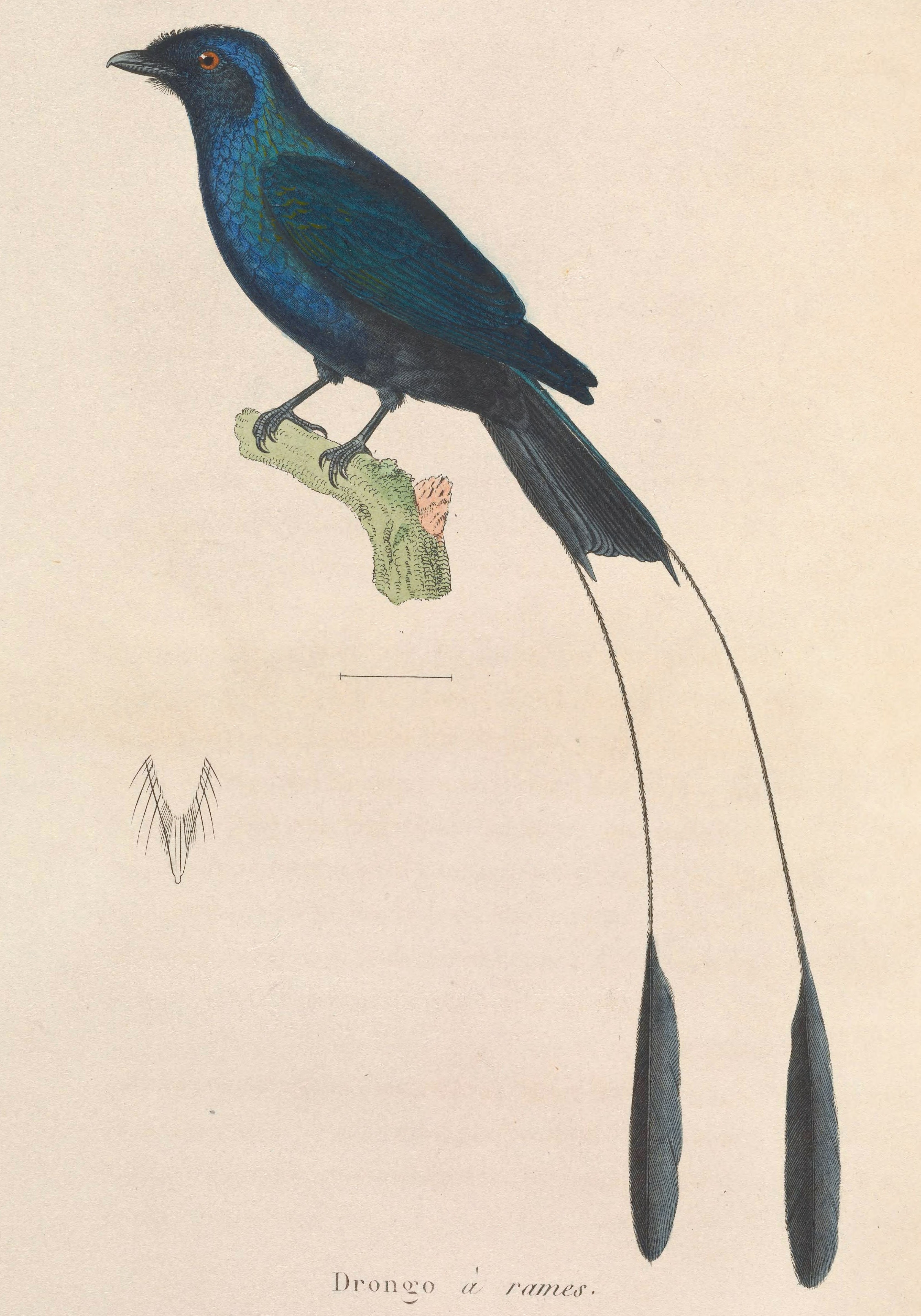
D. remifer.

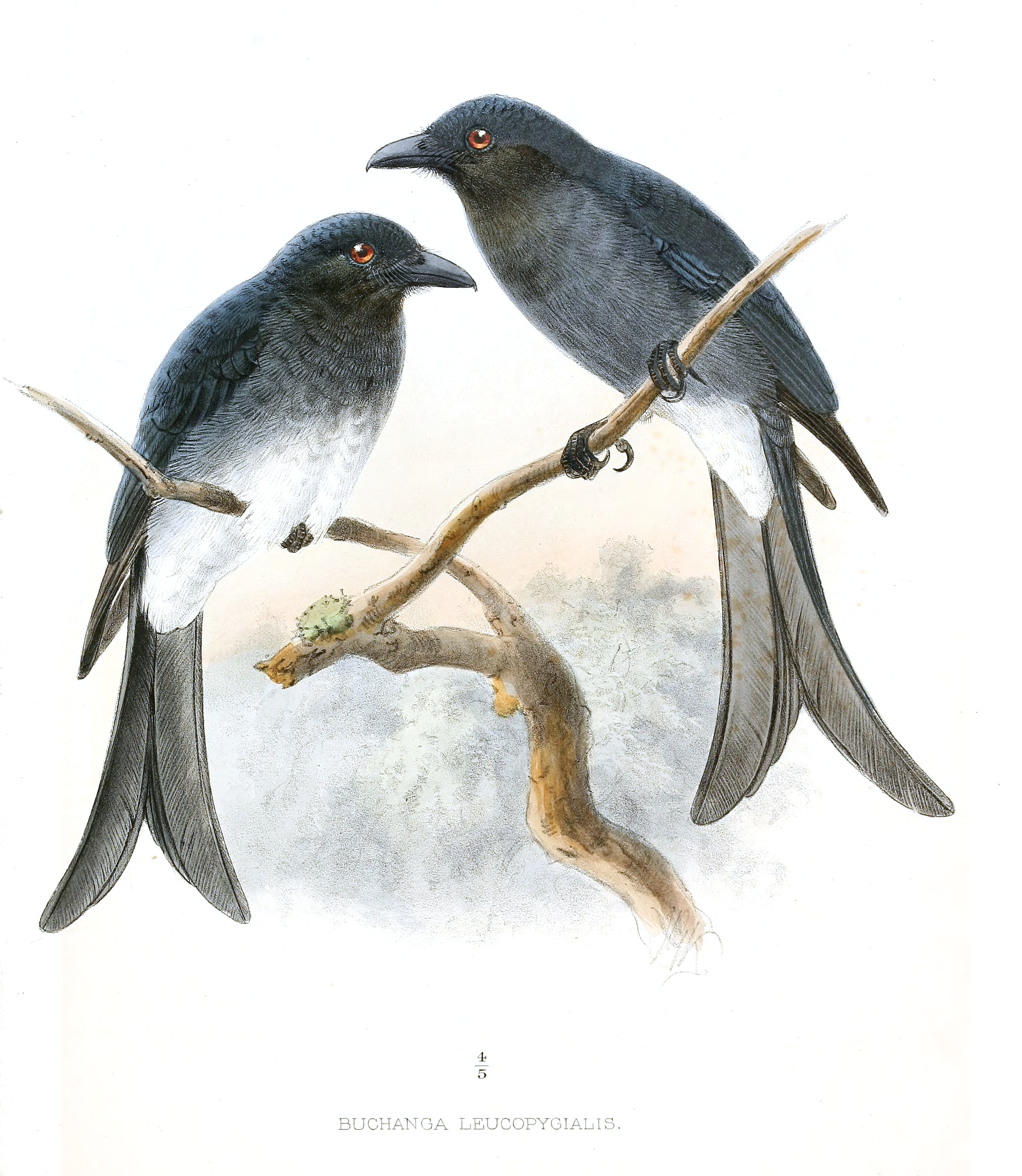
D. caerulescens.

Il genere presenta ampia distribuzione afrotropicale e indomalese, che si estende dall'Africa subsahariana alla Corea all'Australia sud-orientale, con numerosi endemismi insulari nell'Oceano Indiano: i dronghi sono abitatori delle aree miste, con alternanza di zone alberate ed altre più aperte. La maggior parte delle specie è residente, tuttavia quelle della porzione nord-orientale dell'areale tendono ad effettuare migrazioni verso sud su base stagionale.

## Tassonomia
Al genere vengono ascritte 25 specie:
- Dicrurus ludwigii (Smith, 1834) - drongo codaquadrata
- Dicrurus atripennis (Swainson, 1837) - drongo splendente
- Dicrurus adsimilis (Bechstein, 1794) - drongo codaforcuta
- Dicrurus modestus (Hartlaub, 1849) - drongo vellutato
- Dicrurus fuscipennis (Milne-Edwards & Oustalet, 1887) - drongo delle Comore
- Dicrurus aldabranus (Ridgway, 1893) - drongo di Aldabra
- Dicrurus forficatus (Linnaeus, 1766) - drongo crestato
- Dicrurus waldenii (Schlegel, 1865) - drongo di Mayotte
- Dicrurus macrocercus (Vieillot, 1817) - drongo nero
- Dicrurus leucophaeus (Vieillot, 1817) - drongo cenerino
- Dicrurus caerulescens (Linnaeus, 1758) - drongo ventrebianco
- Dicrurus annectens (Hodgson, 1836) - drongo becco di corvo
- Dicrurus aeneus (Vieillot, 1817) - drongo bronzeo
- Dicrurus remifer (Temminck, 1823) - drongo coda a racchetta minore
- Dicrurus balicassius (Linnaeus, 1766) - drongo balicassio
- Dicrurus hottentottus (Linnaeus, 1766) - drongo piumato
- Dicrurus menagei (Bourns & Worcester, 1894) - drongo di Tablas
- Dicrurus sumatranus (Ramsay, 1880) - drongo di Sumatra
- Dicrurus densus (Bonaparte, 1850) - drongo di Wallacea
- Dicrurus montanus (Riley, 1919) - drongo di Celebes
- Dicrurus bracteatus (Gould, 1843) - drongo picchiettato
- Dicrurus megarhynchus (Quoy & Gaimard, 1832) - drongo del paradiso
- Dicrurus andamanensis (Beavan, 1867) - drongo delle Andamane
- Dicrurus paradiseus (Linnaeus, 1766) - drongo coda a racchetta maggiore
- Dicrurus lophorinus (Vieillot, 1817) - drongo di Ceylon

D. adsimilis.
D. forficatus.
D. leucophaeus.
D. aeneus.
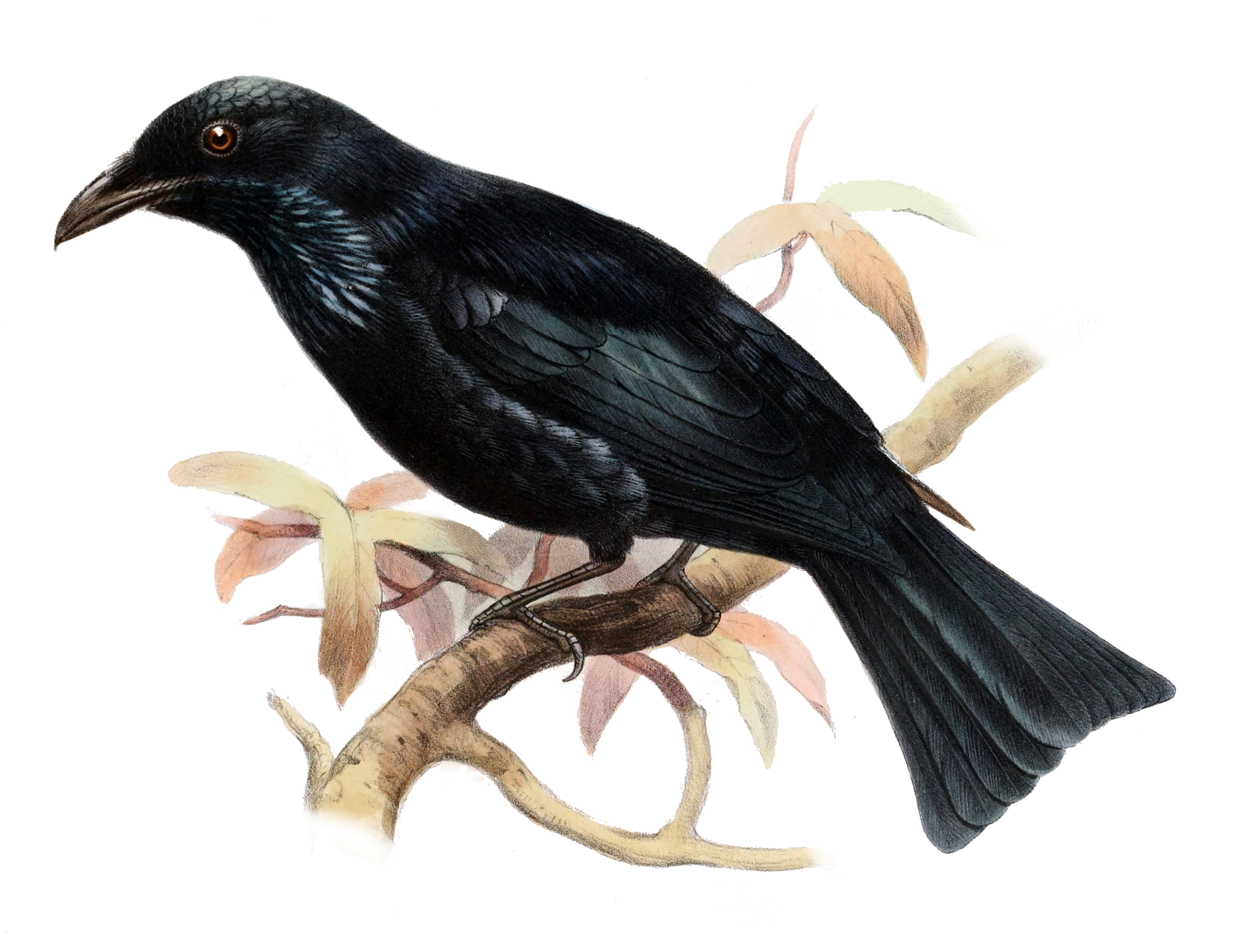
D. hottentottus.

In passato, nella famiglia Dicruridae veniva inquadrato anche il genere Chaetorhynchus, attualmente classificato fra i Rhipiduridae.
All'interno della famiglia sono distinguibili quattro cladi:
- Un primo clade, comprendente il solo drongo bronzeo;
- Un secondo clade, comprendente il solo drongo ventrebianco;
- Un terzo clade, comprendente le specie africane e delle isole dell'Oceano Indiano;
- Un quarto clade, comprendente le specie asiatiche;

Fra i passeriformi i Dicruridae occupano un clade molto basale fra i Corvoidea, mostrando qualche affinità coi Rhipiduridae: il clade ha avuto origine nel Sud-est asiatico, espandendosi poi in Africa circa 15 milioni di anni fa ed in Australasia 6 milioni di anni fa.